# Megalneusaurus
Megalneusaurus is een geslacht van uitgestorven pliosauriërs. Als enige soort is Megalneusaurus rex benoemd, wat 'grootste zwemmende hagedissenkoning' betekent. Fossielen van Megalneusaurus zijn gevonden in Noord-Amerikaanse lagen uit het Kimmeridgien.

## Vondst en naamgeving
In 1895 vond Wilbur Clinton Knight het skelet van een plesiosauriër bij Ervey, in Wyoming. Na een eerste melding benoemde hij de vondst als een soort van Cimoliasaurus: Cimoliasaurus rex. De soortaanduiding betekent "koning" in het Latijn en verwijst vermoedelijk naar de grootte van het exemplaar.
In 1898 benoemde Knight een apart geslacht Megalneusaurus van uit het Grieks megalos, "groot" en nechein, "zemmen".
Het holotype is UW 4602. Pas in 1996 werd ontdekt dat het afkomstig is uit de Redwater Shale Member van de Sundance formation die dateert uit het Oxfordien. Het bestaat uit ribben, wervels, twee vinnen en een deel van de schoudergordel. De resten zijn nogal beperkt en het is daarom wel gesteld dat het taxon een nomen dubium is hoewel dat geen algemeen standpunt is. In 2007 werd gemeld dat de oorspronkelijke vindplaats in 1996 herontdekt was en nog wat materiaal had opgeleverd. In 2010 werd nog een deel van het holotype gemeld. Wat botten uit andere vindplaatsen zijn aan de soort toegewezen.

## Beschrijving
Megalneusaurus leek wat op Liopleurodon. Net als bij dat taxon is de grootte soms flink overschat. Men noemde een lengte van wel dertien meter wat hem tot de grootste pliosauride uit Noord-Amerika zou maken. Tegenwoordig denkt men eerder aan zeven tot negen meter wat nog steeds vrij groot is voor het vondstgebied.
Het voorste paar flippers was kleiner dan het achterste paar, een kenmerk van een pliosauriër. De borstkas was groot en onder de borst zat vermoedelijk een groot hart. Megalneusaurus was een robuust dier.

## Fylogenie
Men weet niet goed waar Megalneusaurus te plaatsen binnen de Pliosauroidea. Waarschijnlijk hoort Megalneusaurus thuis tussen de basale leden van de familie der Pliosauridae en was hij nauw verwant aan Pliosaurus, de naamgever van deze groep.

## Ecologie
Megalneusaurus leefde in het Laat-Jura naast ichthyosauriërs als Ophthalmosaurus en Baptanodon (deze twee geslachten kunnen dezelfde soort betreffen) en de plesiosauriër Pantosaurus. Megalneusaurus was de grootste van al deze zeereptielen.
Een deel van de maaginhoud van het holotype is aangetroffen en bevat snaveltjes van pijlinktvissen. Schade aan de opperarmbeenderen wijst op caissonziekte, een teken dat vrij diep en/of snel gedoken werd.